# Barnett Parker
Barnett Parker (Batley, 11 settembre 1886 – Los Angeles, 5 agosto 1941) è stato un attore britannico.

## Filmografia parziale
- The Misleading Lady, regia di George Irving e George Terwilliger (1920)
- È arrivata la felicità (Mr. Deeds Goes to Town), regia di Frank Capra (1936)
- Il generale morì all'alba (The General Died at Dawn), regia di Lewis Milestone (1936)
- La donna del giorno (Libeled Lady), regia di Roy Del Ruth (1936)
- Nata per danzare (Born to Dance), regia di Roy Del Ruth (1936)
- La fine della signora Cheyney (The Last of Mrs. Cheyney), regia di Richard Boleslawski (1937)
- Proprietà riservata (Personal Property), regia di W. S. Van Dyke (1937)
- I candelabri dello zar (The Emperor's Candlesticks), regia di George Fitzmaurice (1937)
- Il fantasma cantante (Wake Up and Live), regia di Sidney Lanfield (1937)
- Follie di Broadway 1938 (Broadway Melody of 1938), regia di Roy Del Ruth (1937)
- Sposiamoci in quattro (Double Wedding), regia di Richard Thorpe (1937)
- Vivi, ama e impara (Live, Love and Learn), regia di George Fitzmaurice (1937)
- La vita a vent'anni (Navy Blue e Gold), regia di Sam Wood (1937)
- Listen, Darling, regia di Edwin L. Marin (1938)
- Sally, Irene and Mary, regia di William A. Seiter (1938)
- Maria Antonietta (Marie Antoinette), regia di W.S. Van Dyke (1938)
- Ragazzi attori (Babes in Arms), regia di Busby Berkeley (1939)
- Tre pazzi a zonzo (At the Circus), regia di Edward Buzzell (1939)
- Tall, Dark and Handsome, regia di H. Bruce Humberstone (1941)
- Il club del diavolo (A Man Betrayed), regia di John H. Auer (1941)
- L'incompiuta (New Wine), regia di Reinhold Schünzel (1941)